# 靺鞨
靺鞨，是活跃于中国古代东北地区一个满-通古斯語族的民族，南北朝之前稱肃慎、勿吉。靺鞨的一个主体部落粟末靺鞨于唐代建立了渤海国，而以黑水靺鞨部落为首则形成了唐黑水都督府。
《旧唐书》卷一九九下《靺鞨传》记载：“靺鞨，盖肃愼之地，后魏谓之勿吉，在京师东北六千余里。东至于海，西接突厥，南界高句丽，北邻室韦。其国凡为数十部，各有酋帅，或附于高丽，或臣于突厥。”《新唐书》的记载略同。
隋代靺鞨大体以吉林松花江流域为中心，分布在东至今俄罗斯东部滨海边疆区，北至黑龙江、乌苏里江的广大地区。
历史上的靺鞨有数十个部落，主要的部落有7个——伯咄部、安车骨部、拂涅部、号室部、白山部、黑水部、粟末部，各部相距二三百里，史称“靺鞨七部”。

## 名稱
五代以前汉字普遍写为“靺羯”，唐代如鸿胪井的石刻和僕固乙突的墓誌銘均寫為「羯」而非“鞨”。有人認為，“靺”（中古汉语：/muɑt̚/）是一个形容词，表示“胡”；“鞨”（中古汉语：/ɦɑt̚/）意为“石”或羯。羯族石勒就姓“石”。据《晋史》（晋史是唐代官修《晋书》之前流行的十八种晋代断代史书的总称）记载，肃慎王子名叫石土門，“石”姓大抵就和靺鞨、羯有关。
中国歷史學家、考古學家金毓黻主张“靺鞨，当亦为‘沃沮’、‘勿吉’之音转”。
目前史学界普遍认为“靺鞨”或“靺羯”，是自“勿吉”（Motgit）一词音转而来，而肃慎、挹娄、沃沮、勿吉、靺鞨一族系，是女真的祖先。
“靺鞨”也出现在日本的一种宫廷舞蹈（日语：／ Shin maka）中，是一种舞蹈和与之相伴的音乐的名称；这种艺术形式是在奈良时代或平安时代初从渤海国引入京都御所的。

## 歷史
靺鞨在周代、秦朝到西汉时称为肃慎，东汉至魏晋时称为挹娄，南北朝时称勿吉，各部分布在今长白山以北，松花江、黑龙江和乌苏里江的广大地区，东临日本海。
漢以來臣屬扶餘國（挹婁是在黃初中脫離扶餘），自北魏延兴五年（475年）勿吉遣使到北魏朝贡后，与中原关系日益紧密，并逐渐兴盛起来。包括扶餘、高句丽、百济在內五十余国遣使向北魏朝贡。478年，勿吉人曾朝贡北魏，要求准许其和百济配合，南北夹攻高句丽。北魏朝廷以三方都是自己的藩属，令彼等“宜共和顺，勿相侵扰”。勿吉听从北魏朝廷的谕令，停止对高句丽的进攻。
公元493年（北魏太和十七年），勿吉灭亡邻近的扶餘，领土扩展到伊通河流域松辽平原的中心，为东北一支强大势力。
高句丽灭亡后，唐统治了高句丽之前在东北控制的土地，设立安东都护府。部分粟末靺鞨人、白山靺鞨人和高句丽人被移居至营州（今辽宁省朝阳市）一带。后唐代设营州上都督府与饶乐都督府，掌管东北边疆民族事务。
公元696年（武则天万岁通天元年），营州都督赵文翙侵侮契丹部落，激起契丹、靺鞨各族不满。契丹酋长窟哥之孙松漠都督府都督李尽忠和内兄孙万荣叛唐，杀营州都督赵文翙，占据营州。徙居营州一带的靺鞨人、高句丽人也参加了李尽忠的反唐起义。武则天为了分化反唐队伍，封靺鞨酋长乞四比羽为许国公，封粟末靺鞨部落首领乞乞仲象为震国公，赦免其反唐行为。乞四比羽拒绝接受。后乞乞仲象与乞四比羽率领靺鞨人与高句丽人，趁唐王朝营州被攻占、无暇顾及，且靺鞨故地统治空虚的时机，率军离开营州，东渡辽水（辽河），返回故地。武则天命令契丹降将李楷固率兵追击，斩杀乞四比羽，途中乞乞仲象去世。
乞乞仲象之子大祚荣，为人骁勇，善于用兵，他团结了契丹人与高句丽人，将李楷固战胜于天门岭，李楷固失败而归。
公元698年（聖历元年）突厥入侵唐王朝，占据了妫州、檀州、定州、赵州，契丹叛唐，重新依附于突厥，由此唐帝国中原通往东北地区的道路被阻断。大祚荣趁机率领靺鞨人与高句丽人向东进军，回到了太白山（长白山）东北的坡奥娄河（牡丹江）上游一带，这一带原为挹娄故地。大祚荣在东牟山下筑城为居，建立靺鞨人最初的都城“旧国”（今吉林省敦化市敖东城）。
同年，大祚荣自立为“震国王”，仍称“靺羯”。
公元713年，唐玄宗赐封大祚荣为“渤海郡王”，大祚荣遂将国名“靺羯”更改为“渤海”，在旅顺黄金山南麓及西北麓凿鸿胪井纪念，以忽汗州（号“上京龙泉府”，今黑龙江省宁安市西南东京城）为上京，史称“渤海国”。

## 族情
靺鞨各部发展不平衡。南迁的白山、粟末、伯咄、安车骨四部较留守肃慎故地的拂涅（來自沸流）、号室、黑水三部先进。同时兩大分支在風俗文化等方面已存在明顯差異。
粟末部在最南，较先进，居粟末水（今第二松花江）流域，常附属高句丽。隋炀帝即位初，首领突地稽率部千余户降，移居营州（今辽宁朝阳）。其后，由原高句丽贵族的粟末靺鞨人为主体、联合高句丽族建立的渤海政权强盛，除了黑水部其余靺鞨皆附属于渤海。曾经有靺鞨到出羽国与北海道。
黑水部在最北，农业经济发展较慢，分十六部，以勇健著称，常与高句丽和渤海征战。唐开元十年（722年），黑水部酋倪属利稽入朝，唐玄宗任为勃利州（今俄国伯力）刺史。后在其境置黑水军，又于其最大部落内置黑水都督府，仍以首领为都督。其余各部隶都督府，设州，首领为州刺史，唐派长史监领之。十六年，唐赐其都督姓李，兼黑水经略使，隶幽州都督。後來黑水靺鞨改稱為「女真」。
靺鞨以农业经济为主，多粟、麦、穄，善养猪，富者多至数百口，亦从事狩猎。各部首领称，不相统属。其俗多穴居，妇女服布裙，男子衣猪皮。

## 轶事
法国学者伯希和一度認為此部落是东罗马帝国史料中的木乞里部，包庇了大量柔然人。俄羅斯科學家說靺鞨的面部非常扁平，接近东亚人種的極限，對烏爾奇人與那乃人形成影響最大。最接近的是黄种人西伯利亞型：如尼夫赫人，科里亞克族（特別是古亞細亞人種尤卡吉爾人）。勿吉與肅慎、挹娄是同種異族，婚喪習俗不同，而不是同一民族在不同時代的不同稱呼。

## 沃沮与勿吉
歷史學家、考古學家金毓黻主张“靺鞨，当亦为沃沮、勿吉之音转”，即勿吉与靺鞨音同，是不同时期的不同汉字标音。金毓黻认为朝鲜半岛北部的沃沮即勿吉，又分北沃沮（黑水等部）、东沃沮（白山等部），东女真当即古代东沃沮的后裔。此指东女真即曷懒甸女真，为唐以前沃沮的后裔。此观点认为朝鲜半岛北部的沃沮即勿吉，為女真人的族源之一。
真正的通古斯應是勿吉、靺鞨，該名稱被認為與今日之烏德蓋族之族名同源，而該族又處於南北通古斯之交界，以"勿吉"一名的古音/mudged//vudged/及"靺鞨"/modged/（唐初本寫作靺羯/ㄐㄧㄝˊ/，後改作靺鞨。故本應讀作/ㄇㄛˋㄐㄧㄝˊ/，而非今日之官方讀音/ㄇㄛˋㄏㄜˊ/）來看，通古斯民族應於隋唐前遷徙至今日的黑龍江流域並且定居，並自此開始分化出南北通古斯（見胡增益著"鄂倫春語研究"）。
在有关女真族起源的说法中，韩国学者李丙焘和日本学者三上次男主张渤海的强制移置说。三上次男以为黑水一带诸部族是渤海武王（大武艺，719-737年在位）末期的被征服人民，以后黑水部被强制移民到渤海南京南海府（朝鲜民主主义人民共和国清津市，一说在咸兴）附近，随着新罗后期国势的衰微，逐渐往南迁移。如此，则在黑水部移置于渤海南京附近以前，后来曷懒甸女真所据的原汉四郡地区，可说是一片无人地带。后来高丽太祖的开拓地区也是女真尚未占据的原汉四郡地区。